# Das Findelkind (Roman)
Das Findelkind (frz. Original: Un aller simple („eine Hinfahrt“)) ist ein Roman von Didier van Cauwelaert aus dem Jahr 1994. Er erhielt dafür den Prix Goncourt.

## Handlung
Aziz, der in Marseille bei Sinti und Roma, vermutlich Roma, aufwächst, ist ein Findelkind. Sein Ziehvater hat seine leiblichen Eltern mit dem Auto abgedrängt, und so sind diese bei einem „Verkehrsunfall“ ums Leben gekommen. Aziz, benannt nach dem Citroën Ami 6, in welchem er aufgefunden wurde, wird von den Roma als Zeichen des Himmels angesehen. Mamita und Vasile nehmen ihn daher als Zieheltern auf, jedoch gelingt ihm als „Nicht-Roma“ nie die vollständige Integration in die Gruppe. Aziz willkürlich gewählter Nachname lautet Kemal. Aus pragmatischen Gründen hat Aziz die marokkanische Staatsbürgerschaft, da ein gefälschter Pass dieser Nation erheblich günstiger als ein französischer ist.
Er ist magerer als andere Kinder, und beim Fußballspielen übernimmt er meistens die Aufgabe des Schiedsrichters, da er sich nicht entscheiden kann, für welches Team er spielen soll. Aziz sympathisiert einerseits aufgrund seiner Staatsbürgerschaft mit den Arabern, andererseits mit den Roma, da diese seine Familie sind.
Mit neun Jahren beginnt er, bei Einbrüchen Schmiere zu stehen. Mit elf Jahren bricht Aziz die Schule ab, obwohl er diese sehr mochte, und spezialisiert sich auf den Diebstahl von Autoradios. Das erste entwendete Radio schickt er seinem ehemaligen Geographielehrer per Post, gedacht als Dank für die schöne Zeit, welche Aziz bei ihm in der Schule verbringen konnte. Der Lehrer schenkte Aziz zuvor einen mit regionalen Legenden gefüllten Atlas der Welt. Mit 19 Jahren wird Aziz bei seiner Verlobungsfeier verhaftet und soll in seine vermeintliche Heimat Marokko abgeschoben werden. Ein Juwelier wirft ihm vor, den Verlobungsring gestohlen zu haben. Aziz hat diesen aber tatsächlich gekauft, sich jedoch keine Rechnung geben lassen, da er sonst keine Dinge kauft, sondern nur stiehlt. Da Aziz gut aussieht, wird an ihm ein Exempel mit Medien statuiert. Ihm wird ein „Sozialhelfer“ zur Seite gestellt: Jean-Pierre Schneider soll ihn dabei unterstützen, sich in die marokkanische Gesellschaft einzugliedern, damit die französische Gesellschaft davon überzeugt wird, dass es sich um eine humane Abschiebung handelt. Jean-Pierre Schneider ist aber mit seinen eigenen Problemen beschäftigt. Sein Chef hat ihn nach Marseille versetzt, damit er sich an Jean-Pierres Frau heranmachen kann. Aziz wurde seinem Pass nach in Irghiz geboren, einem erfundenen Dorf, welches sich nach Aziz’ Aussage im hohen Atlasgebirge befindet. Er erzählt seinem Integrationsbeauftragten, dass er der Einzige sei, der jemals das Dorf verlassen habe, und er habe den Auftrag, sein Dorf zu retten. Diese Geschichte hat er aus dem Atlas der Legenden von seinem Geographielehrer. In Marokko angekommen, suchen sich die beiden eine hübsche, junge Frau, Valérie d’Armeray de Villeneuve, eine ehemalige Reiseleiterin, als Fremdenführerin aus. Während der Reise macht sich Schneider Notizen, um ein Buch über Aziz zu schreiben und sich somit seinen Lebenstraum zu erfüllen. Er erhofft sich zudem, dass er seine Frau zurückgewinnen kann, wenn er durch den Roman erfolgreich wird. Valérie verführt zunächst Aziz und schließlich auch Jean-Pierre. Sie zeigt beiden die wunderschöne Natur Marokkos und weiß, wie sie mit beiden umgehen muss. Sie ist das perfekte Gegenstück zu Aziz und Jean-Pierre, da sie weiß, was sie will und ein geordnetes Leben führt. Sie erzählt Jean-Pierre kurz vor dessen Tod, dass Irghiz nicht existiert. Dieser stirbt wenig später an einer nicht behandelten Krankheit. Aziz fühlt sich dazu berufen, Jean-Pierres Buch zu Ende zu schreiben, und verwendet dazu dessen Notizen. Er bringt Jean-Pierres Leiche und das Buch zu dessen Eltern nach Lothringen. Diesen erzählt Aziz, dass ihr Sohn bei einer Entführung getötet worden sei. Die Eltern sind Aziz dankbar und nehmen ihn als ihren neuen Sohn bei sich auf. Aziz lebt das Leben des Jean-Pierre Schneider weiter.

### Textausgaben
- Un Aller Simple. 1. Auflage. Editions Albin Michel, Paris 1994, ISBN 2-226-07010-9.
- Das Findelkind. 1. Auflage. Hoffmann und Campe, Hamburg 1996, ISBN 3-455-00845-3 (Deutsche Erstausgabe).
- Peter Müller, Helga Zoch (Hrsg.): Un aller simple : Roman. Reclam, Stuttgart 2003, ISBN 3-15-009109-8.
- Das Findelkind. 1. Auflage. Aufbau-Taschenbuch, Berlin 2010, ISBN 978-3-7466-2666-6.

### Sekundärliteratur
- Bernd Krauss: Lektüreschlüssel Didier van Cauwelaert, Un aller simple. Reclam, Stuttgart 2010, ISBN 978-3-15-015424-3.